# L'appuntamento (film 1961)
L'appuntamento (Le Rendez-vous) è un film del 1961 diretto da Jean Delannoy.

## Trama
La figlia di un magnate del petrolio viene assassinata, l'ispettore Maillant cercherà di risolvere il mistero.